# Одлази, одлази
Одлази, одлази  је сингл Томе Здравковића из 1969. године.